# والوسکا الیویرا
والوسکا الیویرا (انگلیسی: Walewska Oliveira؛ زادهٔ ۱ اکتبر ۱۹۷۹ - درگذشتهٔ ٢١ سپتامبر ٢٠٢٣) بازیکن والیبال اهل برزیل عضو سابق تیم ملی والیبال زنان برزیل بود. او در المپیک ۲۰۰۰ به مدال برنز و در ۲۰۰۸ به مدال طلا دست یافت و همچنین دو قهرمانی جایزه بزرگ جهان و یک نایب قهرمانی جام جهانی را نیز در کارنامه خود دارد.